# 船頭平河川公園
船頭平河川公園（せんどうひらかせんこうえん）は、愛知県愛西市福原にある、国営木曽三川公園のひとつである。

## 概況
船頭平閘門周辺を整備したさい、船頭平閘門の南西（長良川側）に開設された公園である。2002年（平成14年）4月26日開園。
水路と池で構成された公園であり、ハス、カキツバタ、ショウブ、スイレンなどの水生植物が見られる。また、これらの水生植物を用いて、河川の水を取り入れ、水生植物の浄化作用でこの水を浄化して河川に戻すことも行われている。

## 利用案内
- 住所：愛知県愛西市立田町福原地先
- 入園料：無料

## 開園時間・休園日
「船頭平河川公園」公式サイトにて確認のこと。

## 交通アクセス
- 東名阪自動車道 長島ICより県道168号立田長島インター線を北上。
- 県道125号佐屋多度線「立田大橋西」交差点より県道168号立田長島インター線を南下。

## 周辺施設
- 国営木曽三川公園
  - 東海広場
  - カルチャービレッジ
  - 木曽三川公園センター
- 船頭平閘門
- 輪中の郷